# Paspalum botteri
Paspalum botteri är en gräsart som först beskrevs av Eugène Pierre Nicolas Fournier, och fick sitt nu gällande namn av Mary Agnes Chase. Paspalum botteri ingår i släktet tvillinghirser, och familjen gräs. Inga underarter finns listade i Catalogue of Life.